# Arena Football League (2006)
Sezon Arena Football League 2006 – osiemnasty sezon Arena Football League.

## Sezon Zasadniczy

### Miejsca po zakończeniu sezonu
- Zwycięzca: Dallas Desperados
- Drugie miejsce: Orlando Predators
- Trzecie miejsce: Colorado Crush
- Czwarte miejsce: New York Dragons
- Piąte miejsce: Austin Wranglers
- Szóste miejsce: San Jose SaberCats
- Siódme miejsce: Philadelphia Soul
- Ósme miejsce: Arizona Rattlers
- Dziewiąte miejsce: Columbus Destroyers
- Dziesiąte miejsce: Nashville Kats
- Jedenaste miejsce: Chicago Rush
- Dwunaste miejsce: Georgia Force
- Trzynaste miejsce: Utah Blaze
- Czternaste miejsce: Tampa Bay Storm
- Piętnaste miejsce: Grand Rapids Rampage
- Szesnaste miejsce:
  - Las Vegas Gladiators
  - Los Angeles Avengers
- Osiemnaste miejsce: Kansas City Brigade
- Dziewiętnaste miejsce: New Orleans VooDoo

### Tabele
- M - Rozegrane mecze
- W - Wygrane
- P - Przegrane
- % - Procent wygranych
- WD - Wygrane w Dywizji
- PD - Przegrane w Dywizji
- %D - Procent wygranych w Dywizji

#### National Conference
| Eastern Division    | M  | W  | P  | %    | WD | PD | %D   |
| ------------------- | -- | -- | -- | ---- | -- | -- | ---- |
| Dallas Desperados   | 16 | 13 | 3  | 81,2 | 4  | 2  | 66,7 |
| New York Dragons    | 16 | 10 | 6  | 62,5 | 2  | 4  | 33,3 |
| Philadelphia Soul   | 16 | 9  | 79 | 56,2 | 3  | 3  | 50,0 |
| Columbus Destroyers | 14 | 7  | 7  | 50,0 | 3  | 3  | 50,0 |

| Southern Division  | M  | W  | P | %    | WD | PD | %D    |
| ------------------ | -- | -- | - | ---- | -- | -- | ----- |
| Orlando Predators  | 14 | 10 | 4 | 71,4 | 4  | 0  | 100,0 |
| Austin Wranglers   | 15 | 9  | 6 | 60,0 | 2  | 3  | 40,0  |
| Georgia Force      | 15 | 7  | 8 | 46,7 | 2  | 3  | 40,0  |
| Tampa Bay Storm    | 16 | 7  | 9 | 43,8 | 2  | 4  | 33,3  |
| New Orleans VooDoo | 0  | 0  | 0 | 00,0 | 0  | 0  | 0,0   |

#### American Conference
| Central Division     | M  | W  | P  | %    | WD | PD | %D   |
| -------------------- | -- | -- | -- | ---- | -- | -- | ---- |
| Colorado Crush       | 15 | 10 | 5  | 66,7 | 5  | 1  | 83,3 |
| Nashville Kats       | 16 | 8  | 8  | 50,0 | 3  | 4  | 42,9 |
| Chicago Rush         | 15 | 7  | 8  | 46,7 | 3  | 2  | 66,6 |
| Grand Rapids Rampage | 15 | 5  | 10 | 33,3 | 1  | 5  | 16,7 |
| Kansas City Brigade  | 16 | 3  | 13 | 18,8 | 1  | 1  | 50,0 |

| Western Division     | M  | W | P  | %    | WD | PD | %D   |
| -------------------- | -- | - | -- | ---- | -- | -- | ---- |
| San Jose SaberCats   | 14 | 8 | 6  | 57,1 | 4  | 3  | 57,1 |
| Arizona Rattlers     | 15 | 8 | 7  | 53,3 | 5  | 2  | 71,4 |
| Utah Blaze           | 16 | 7 | 9  | 43,8 | 4  | 4  | 50,0 |
| Las Vegas Gladiators | 16 | 5 | 11 | 31,2 | 3  | 5  | 37,5 |
| Los Angeles Avengers | 16 | 5 | 11 | 31,2 | 3  | 5  | 37,5 |